# سرگئی کاراسف
سرگئی کاراسف (روسی: Серге́й Васильевич Карасёв؛ زادهٔ ۲۶ اکتبر ۱۹۹۳) بازیکن بسکتبال اهل روسیه است.
از باشگاه‌هایی که در آن بازی کرده‌است می‌توان به بروکلین نتس اشاره کرد.
وی در مسابقات کشوری و بین‌المللی در مجموع برندهٔ ۱ مدال نقره، ۲ مدال برنز شده‌است.